# Taeniacanthodes haakeri
Taeniacanthodes haakeri is een eenoogkreeftjessoort uit de familie van de Taeniacanthidae. De wetenschappelijke naam van de soort is voor het eerst geldig gepubliceerd in 1972 door Ho.